# ألبرتو غالاردو ألفاريز
ألبرتو غالاردو ألفاريز هو متسابق يخت كوبي، ولد في 25 يونيو 1962.

## وصلات خارجية
- ألبرتو غالاردو ألفاريز على موقع الاتحاد الدولي للملاحة الشراعية (موقع جديد) (الإنجليزية)
- ألبرتو غالاردو ألفاريز على موقع الاتحاد الدولي للملاحة الشراعية (موقع قديم) (الإنجليزية)
- ألبرتو غالاردو ألفاريز على موقع اللجنة الأولمبية الدولية (الإنجليزية)
- ألبرتو غالاردو ألفاريز على موقع أوليمبيديا (الإنجليزية)